# Один з нас (фільм, 1997)
Один з нас (англ. One of Our Own) — канадсько-американський фільм 1997 року.

## Сюжет
Боснія. Казарми миротворчих сил піддалися ракетному обстрілу. 50 американських солдатів убито. Денвер, штат Колорадо. У річці знайдено труп чоловіка. Поліцейський детектив Джек Купер зі своїм напарником з'ясовують, що загиблий — військовий чиновник, який зник з місцевої бази. Пізніше вночі загоном терористів з бази викрадена величезна партія зброї. Розслідування зі звичайної рутини перетворюється на небезпечну сутичку з корумпованими чиновниками Пентагону.

## У ролях
- Майкл Айронсайд — детектив Джек Купер
- Каррі Грем — детектив Пітер Ла П'єр (Прокажений)
- Фредерік Форрест — майор Рон Бріджест
- Пета Вілсон — капрал Дженніфер Вон
- Маршалл Белл — полковник Дейл Кемерон
- Роббі Бауен — Тодд
- Пол Койер — капітан Дженсен
- Девід Феррі — лейтенант Дейв Вільямс
- Ніл Фіфер — боєць десантно-діверсійних військ
- Річард Рілі — Берт Герчак
- Жаклін Самуда — капрал Кім Дівес
- Джо Норман Шоу — Сенатор
- Деріл Шаттлворф — охоронець бази
- Хорхе Варгас — Дункан